# احمدآباد سفلی (تکاب)
احمدآباد سفلی، روستایی از توابع بخش تخت سلیمان شهرستان تکاب در استان آذربایجان غربی ایران است. این دوستا مرکز دهستان احمدآباد می‌باشد.

## جمعیت
براساس سرشماری مرکز آمار ایران در سال ۱۳۹۵، جمعیت این روستا برابر با ۲٬۰۴۶ نفر (۶۲۴ خانوار) بوده‌است. 